# Philibert-Bernard Moreau de Mautour
Pour les articles homonymes, voir Moreau.
Philibert-Bernard Moreau de Mautour est un juriste français, poète, historien et antiquaire, membre de l'Académie royale des inscriptions et belles-lettres, né à Beaune le 21 décembre 1654, baptisé le lendemain en la paroisse Saint-Pierre, et mort à Paris le 7 septembre 1737 .

## Biographie
Philibert-Bernard Moreau de Mautour est le fils de Jacques Moreau, auditeur en la Chambre des comptes de Bourgogne, et de Catherine Roserot. Il est frère d'Étienne Moreau (Dijon, 1er septembre 1639-Dijon, 27 avril 1699), avocat général en la Chambre des comptes de Bourgogne, de Dom Jean-Baptiste Moreau (Nevers, 1645-Abbaye de Villiers, 1er avril 1726), prieur puis vicaire de l'ordre de Cîteaux.
Il a fait ses classes au collège des Jésuites de Dijon, puis est allé étudier le droit à Toulouse. Il est ensuite venu à Paris où il s'est marié à l'âge de 26 ans. Il a été pourvu d'une charge d'auditeur de la Chambre des comptes de Paris, le 21 mars 1682.
Il est devenu élève de l'Académie des inscriptions et belles-lettres en 1701, puis associé en 1705, et enfin pensionnaire en 1712. Son âge et ses infirmités l'ont obligé à demander le titre de vétéran en 1736.

## Publications
Il a écrit beaucoup de petites poésies françaises, odes, épîtres, sonnets, épigrammes, madrigaux. Elles ont été imprimées dans le Mercure de France à partir de 1686. Ces publications ont d'abord été imprimées sous son nom, puis sous ses seules initiales, M. D. M. (Moreau de Mautour), puis d'une manière anonyme.
- Dissertation sur une figure de bronze trouvée dans un tombeau et qui représente une Divinité des Anciens, chez Pierre Cot, Paris, 1706 (lire en ligne)
- Vers de M. Moreau de Mautour à une Dame de Paris, dans Suite de la Clef, ou Journal historique sur les matières du tems, juillet 1721, tome 10, p. 324-325 (lire en ligne)